# Le Larbin
Pour plus de détails, voir Fiche technique et Distribution.
Le Larbin est une comédie française réalisée par Alexandre Charlot et Franck Magnier et sortie en 2024,.

## Synopsis
Jean-François Casteigne dirige un groupe hôtelier. Exaspéré par le comportement de son fils, fêtard et dépensier, il voudrait le reprogrammer ; avec l'aide d'un ami cinéaste, il lui fait croire qu’il a mystérieusement atterri en 1702, et qu'il est valet dans un domaine.

## Fiche technique
- Titre : Le Larbin
- Réalisation et scénario : Alexandre Charlot et Franck Magnier
- Musique : Alexandre Azaria
- Photographie : Yannick Ressigeac
- Son : Lionel Dousset
- Montage : Linda Bechat-Naud
- Décors : Ambre Sansonetti
- Costumes : Christel Birot
- Production :
  - Production déléguée : Patrice Arrat
  - Production exécutive : Thierry Desmichelle, Rémi Jimenez et Ségolène Dupont
- Sociétés de production : SND, Groupe M6 et Canal+
- Société de distribution : SND
- Pays de production :  France
- Langue originale : français
- Genre : comédie
- Durée : 109 minutes
- Dates de sortie :
  - Australie et Pologne : 7 juin 2024
  - Belgique : 17 juillet 2024
  - France : 17 juillet 2024

## Distribution
- Audran Cattin : Louis Casteigne
- Kad Merad : Jean-François Casteigne
- Clovis Cornillac : Chris Palmer
- Isabelle Carré : Hélène
- Jade Pedri : Lisa et Lison
- Marc Riso : Sylvain et Kevin
- Clara Joly : Isabeau et Sandra
- Simon Larvaron : Estienne et Thibault
- Christian Hecq : Beauvillain
- Stéphan Wojtowicz : Vicomte de Panserepus
- Jean-Luc Porraz : Charles

## Box office
Le film sort en France le 17 juillet 2024 dans 489 salles. Il réalise 15 377 entrées le jour de sa sortie.
Pour sa première semaine, il cumule seulement 114 953 entrées.

## Autour du film
Le Larbin est une adaptation de la comédie russe Kholop du réalisateur Klim Shipenko sorti en 2019 qui est devenu un des plus gros succès commerciaux au cinéma en Russie,,. Une suite Kholop 2 est sortie en 2024.